# Hans Schumburg
Emil Hans Schumburg (ur. 14 maja 1898 w Berlinie, zm. 1961 w Hannoverze) – SS-Obersturmbannführer, radca legacyjny, pełnomocnik Ministerstwa Spraw Zagranicznych III Rzeszy przy generalnym gubernatorze Hansie Franku.